# Elżbieta z Schönau
Elżbieta z Schönau, także Elżbieta z Hesji (ur. ok. 1129 w okolicach Bonn, zm. 18 czerwca 1164 lub 1165) – dziewica i zakonnica, mistyczka, święta Kościoła katolickiego.

## Życiorys
Elżbieta urodziła się w rodzinie szlacheckiej. W wieku 12 lat została oddana przez rodziców na wychowanie do klasztoru benedyktynek w Schönau nad Renem (Kloster Schönau) (Strüth w Hesji). W 1147 złożyła śluby zakonne. Dziesięć lat później mianowano ją mistrzynią nowicjatu, a następnie przełożoną żeńskiej części klasztoru. 
Od 1152 Elżbieta zaczęła przeżywać – zwłaszcza podczas oficjum godzin kanonicznych i mszy św. – mistyczne wizje, ekstazy i objawienia. Zostały one spisane przez jej brata Eg(k)berta, opata klasztoru, w dwóch zbiorach: Liber viarum Dei i Visiones. Wizje dotyczyły tajemnicy życia, męki, śmierci i zmartwychwstania Chrystusa oraz wniebowzięcia Maryi, a także męczeństwa świętej Urszuli, co przyczyniło się do rozszerzenia kultu tej świętej. Dzięki swym objawieniom sama Elżbieta stała się znana nie tylko lokalnie, ale także w innych częściach Niemiec, we Francji i Anglii. Umożliwiło to jej zyskanie uznania i znaczenia na tyle, by  wzywać do pokuty i reformy w Kościele.
Pewien wpływ na doznania Elżbiety mogły mieć poważne choroby, także lęk i depresja, na które przez kilkanaście lat cierpiała, będące następstwem surowej ascezy. Nawet benedyktynka i mistyczka Hildegarda z Bingen napominała Elżbietę w swoich listach do rozwagi w ascezie i umartwianiu się.

## Kult
Elżbieta zmarła w wieku 35 lat. Początkowo otaczał ją kult lokalny, a w 1584 papież Grzegorz XIII wpisał ją do Martyrologium Rzymskiego. 
W okresie 1420–1430 jej kości zostały złożone w specjalnej kaplicy. Jej relikwie zostały zniszczone przez wojska szwedzkie podczas wojny trzydziestoletniej, które w latach 1631–1635 atakowały klasztor Schönau i splądrowały go. Zachowała się tylko czaszka obecnie przechowywana w relikwiarzu po prawej stronie ołtarza kościoła św. Floriana. Sama kaplica spłonęła w wielkim pożarze klasztoru w 1723 i nie została odbudowana. 
Wspomnienie liturgiczne obchodzone jest 18 czerwca.